# Vypařování
Vypařování je skupenská přeměna, při které se kapalina mění na plyn pouze z povrchu (ne z celého objemu, jako při varu). Kapalina při vypařování odebírá teplo z okolí.
Podle kinetické teorie se z kapaliny vypařují ty molekuly, jejichž energie je dostatečná k překonání kohezních sil, a jejichž pohyb směřuje k volnému povrchu kapaliny, takže projdou povrchovou vrstvou a opustí kapalinu. Kapalinu tedy opouštějí molekuly s největší energií. Pokud je těchto molekul větší množství, vede to ke snížení střední energie zbývajících molekul kapaliny. To se při adiabatickém vypařování projeví snížením teploty kapaliny. Při rovnováze mezi párou a kapalinou se pára nazývá nasycená.
Množství tepla, které je při dané teplotě potřebné k přeměně jednoho kilogramu kapalné látky v plynnou fázi, se nazývá skupenské teplo výparné (vypařovací).
K vypařování může docházet i pomocí světla (bez vlivu tepla).
Opačným jevem k vypařování je kondenzace.

## Vypařování a var
Kapaliny se vypařují při každé teplotě. Rychlost vypařování je závislá na tenzi nasycených par a to tak, že s vyšší tenzí nasycených par se rychlost vypařování zvyšuje. Rychlost vypařování tedy roste s teplotou. Pokud tenze nasycených par nad kapalinou dosáhne takové hodnoty, která je rovna tlaku okolního prostředí, začnou se páry nad povrchem kapaliny rozpínat, čímž umožňují rychlejší tvoření nových par, neboť jim uvolňují prostor nad povrchem kapaliny. Takovéto intenzivní vypařování, které probíhá nejen na povrchu, ale také uvnitř kapaliny, se nazývá var. Jedná se o skupenskou přeměnu, která za daného tlaku probíhá při konstantní teplotě, tzv. teplotě (bodu) varu. Teplota varu je závislá na tlaku okolního prostředí. Rychlost této skupenské přeměny je závislá na množství tepla přiváděného do vařící se kapaliny.

## Vlastnosti
K vypařování dochází za jakékoli teploty kapaliny. Rychlost vypařování závisí na:
- teplotě kapaliny a okolí – čím vyšší teplota, tím rychlejší vypařování,
- velikosti povrchu – čím větší povrch, tím rychlejší vypařování,
- na vlastnostech kapaliny (na přitažlivých silách mezi částicemi kapaliny),
- na pohybu plynu nad kapalinou,
- na tlaku par plynu nad kapalinou.

### Fázový diagram pro vypařování

Fázový diagram p-V pro vypařování.

Na příkladu diagramu {\displaystyle p-V} je vidět, že fázová přeměna kapaliny v páru je provázena změnou objemu. Objem kapaliny {\displaystyle V_{1}} před fázovou změnou (bod 1 na obrázku) je tedy odlišný od objemu plynu {\displaystyle V_{2}} po fázové změně (bod 2 na obrázku). Při vypařování se objem vždy zvětšuje, tzn. {\displaystyle V_{2}>V_{1}}. Při vypařování za stálého tlaku se teplota nemění. Izobarické vypařování je tedy současně také izotermické.
Na obrázku se čára a nazývá dolní mezní čára, čára b je označována jako horní mezní čára. Bod K se nazývá kritický bod a {\displaystyle p_{k}} je kritický tlak. Čára c označuje izotermickou expanzi kapaliny, d vypařování kapaliny (děj izobaricko-izotermický), e je pak izotermická expanze nasycené páry ze stavu 2 na přehřátou páru. Čára f pro přehřátou kapalinu a čára g pro přechlazenou (podchlazenou) páru označují nestabilní (metastabilní) stavy. Oblast A je oblastí kapaliny, B je oblastí přehřáté páry a C je oblastí sycení.
Horní mezní čára je čarou nasycené páry, což představuje konec vypařování nebo naopak počátek kondenzace. Dolní mezní čára je hranicí oblasti samostatné kapaliny, jde tedy o možný počátek vypařování nebo konec kondenzace. Mezi dolní a horní mezní čarou dochází k samotné fázové přeměně, během níž existuje současně kapalina i pára, tzn. jde o směs dvou fází. Při postupu od bodu 1 k bodu 2 bude tato směs obsahovat stále více páry a méně kapaliny. Poměr hmotnosti páry ve směsi k celkové hmotnosti směsi se nazývá suchost.
Měrné výparné teplo je pro určitou kapalinu závislé na teplotě. Podle Clausius-Clapeyronova rovnice klesá toto teplo s rostoucí teplotou a pro kritickou teplotu {\displaystyle T_{k}} je nulové.

### Troutonovo pravidlo
Mezi molárním skupenským vypařovacím teplem a teplotou varu (v kelvinech) za normálního atmosférického tlaku platí tzv. Troutonovo pravidlo (též Pictetovo-Troutonovo pravidlo)
{\displaystyle {\frac {L_{v}}{T_{v}}}\approx 87-88{\frac {J}{Kmol}}}